# Соснові ліси Белізу
Соснові ліси Белізу або Соснові савани Белізу (ідентифікатор WWF: NT0302) — неотропічний екорегіон тропічних та субтропічних хвойних лісів, розташований в Белізі.

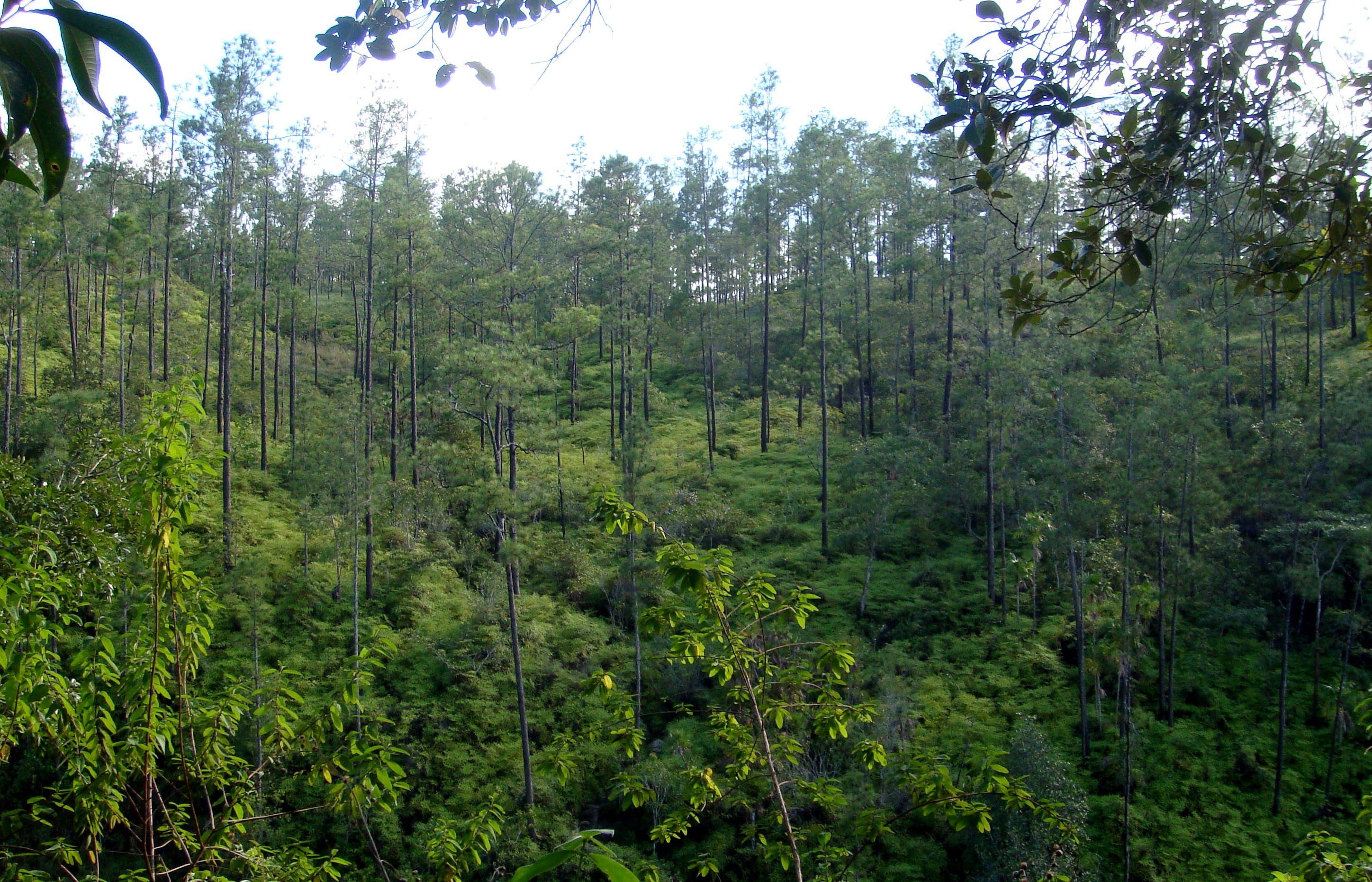
Сосновий ліс у Белізі

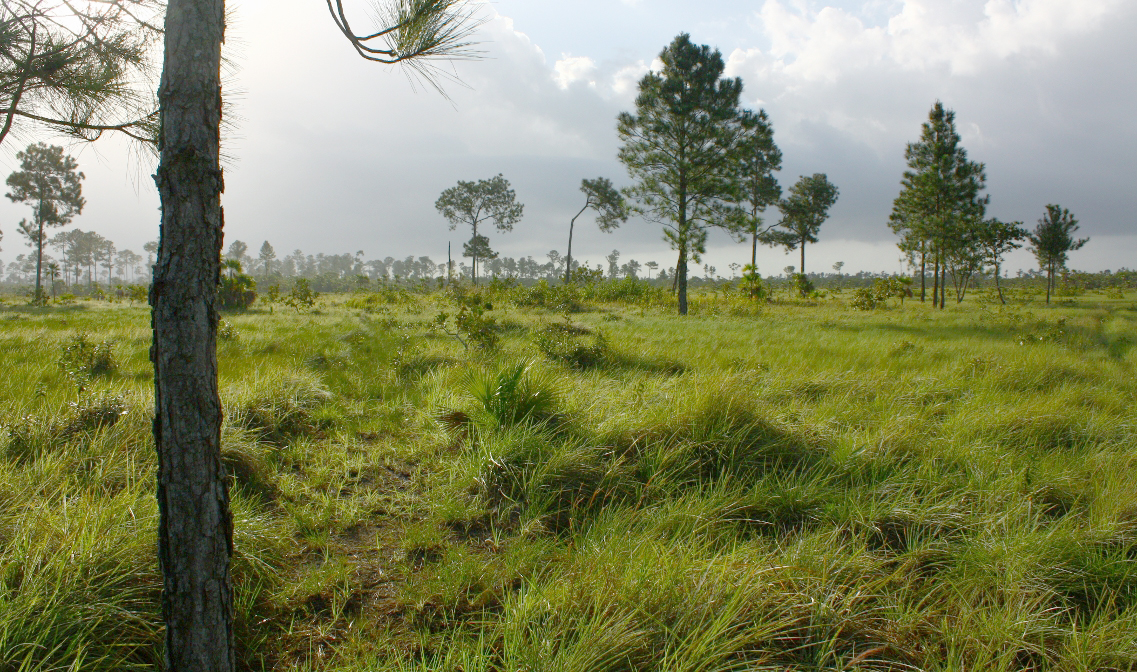
Соснова савана у Белізі

## Географія
Екорегіон соснових лісів Белізу охоплює низку відносно невеликих, розрізнених масивів соснових лісів загальною площею менше 3000 км², поширених на території Белізу. Частина соснових лісів зустрічається на прибережних низовинах, що простягаються уздовж узбережжя Карибського моря на сході країни, а частина — у передгір'ях та на схилах Маянських гір, розташованих у внутрішніх районах Південного Белізу. Ці невисокі гори утворилися у палеозойській ері і складаються переважно з метаморфізованих осадових та вулканічних порід. У передгір'ях Маянських гір та на рівнинах Белізу переважають вапняки та інші карбонатні породи, серед яких широко зустрічаються різноманітні карстові форми рельєфу. В регіоні переважають добре дреновані, кислі та бідні на поживні речовини ґрунти. 
Ділянки соснових лісів екорегіону перемежовуються ділянками вологих тропічних лісів, які є частиною екорегіону вологих лісів Петену та Веракрусу. На морському узбережжі соснові ліси Белізу переходять у белізькі мангри.

## Клімат
В межах екорегіону переважає мусонний клімат (Am за класифікацією кліматів Кеппена) або екваторіальний клімат (Af за класифікацією Кеппена). Середньорічна кількість опадів тут може досягати 2000 мм.

## Флора
За оцінками, соснові ліси вкривають близько 11 % території Белізу. З них 2 % представлені густими сосновими лісами, 3 % — напівгустими лісами, а решта 6 % — відкритими сосновими саванами, поширеними переважно в прибережних районах, де ізольовані сосни або невеликі групи сосен та дубів перемежовуються ділянками луків. Окрім фрагментації та деградації, пов'язаної з діяльністю людини, едафічні чинники є визначальним фактором у такому розподілі, оскільки соснові ліси на південних прибережних рівнинах ростуть на піщаних або піщано-глинистих ґрунтах, які зазвичай менш родючі та дреновані, ніж ґрунти, поширені в центральній частині країни.
У соснових лісах та саванах екорегіону домінують карибські сосни (Pinus caribaea var. hondurensis). Також у них зустрічаються горлянкові дерева (Crescentia cujete), дерево нансе (Byrsonima crassifolia), дикі кеш'ю (Curatella americana), еверглейдські пальми (Acoelorraphe wrightii) та деякі види дубів (Quercus spp.). У соснових саванах зустрічається велика кількість невисоких чагарників та трав'янистих рослин. Щільність дерев у лісах залежить від частоти та потужності лісових пожеж, оскільки періодичні низькоінтенсивні пожежі сприяють відновленню карибських сосен. 
У передгірських соснових лісах, поширених в Маянських горах на висоті 650-700 м над рівнем моря, переважають мексиканські жовті сосни (Pinus oocarpa), які схрещуються з карибськими соснами там, де їх ареали збігаються. Також у цих лісах зустрічаються гватемальські ногоплідники (Podocarpus guatemalensis) та дуби (Quercus spp.), а у найбільш вологих районах — розлогі сосни (Pinus patula) разом з гірськими капустяними пальмами (Euterpe precatoria) та деревоподібними папоротями Cyathea myosuroides і Cyathea multiflora.
Завдяки географічному розташуванню екорегіону його флора включає види як з Північної, так і з Південної Америки. Рівень ендемізму флори в регіоні є відносно низьким, однак деякі види демонструють цікаві пристосування до бідних ґрунтів. Природна гібридизація між різними видами сосен, поширених в регіоні, демонструє складність відносин між різними групами всередині роду і вимагає більш детального вивчення.

## Фауна
Серед великих ссавців, поширених в екорегіоні, слід відзначити білохвостого оленя (Odocoileus virginianus), ошийникового пекарі (Dicotyles tajacu), звичайного пекарі (Tayassu pecari), центральноамериканського тапіра (Tapirus bairdii), центральноамериканську коату (Ateles geoffroyi) та юкатанського бурого ревуна (Alouatta pigra), а також найбільших хижаків Месоамерики — ягуарів (Panthera onca) та пум (Puma concolor). Також у лісах і саванах регіону зустрічаються оцелоти (Leopardus pardalis), маргаї (Leopardus wiedii), ягуарунді (Herpailurus yagouaroundi), сірі лисиці (Urocyon cinereoargenteus), білоносі носухи (Nasua narica), низинні паки (Cuniculus paca), центральноамериканські агуті (Dasyprocta punctata), юкатанські вивірки (Sciurus yucatanensis), південні опосуми (Didelphis marsupialis), дев'ятипоясні броненосці (Dasypus novemcinctus), північні тамандуа (Tamandua mexicana) та довгоносі мішкокрили (Rhynchonycteris naso).
Серед поширених в екорегіоні птахів слід відзначити малого індика (Meleagris ocellata), білоброву перепелицю (Colinus nigrogularis), цакатла (Amazilia tzacatl), садового момота (Momotus lessonii), жовтогорлого тукана (Ramphastos sulfuratus), чорноволу гілу (Melanerpes formicivorus), королівського кондора (Sarcoramphus papa), рудогрудого підсоколика (Falco deiroleucus), темну сову (Asio stygius), жовтоволого амазона (Amazona oratrix), жовтощокого амазона (Amazona autumnalis), східного блакитника (Sialia sialis), попелястого віреона (Vireo plumbeus), рудоголового коронника (Basileuterus rufifrons), ялинового шишкаря (Loxia curvirostra) та соснового чижа (Carduelis pinus). Поблизу річок та озер регіону зустрічаються великі колонії неотропічних ябіру (Jabiru mycteria), а у самих водоймах — гострорилі крокодили (Crocodylus acutus), центральноамериканські крокодили (Crocodylus moreletii) та центральноамериканські річкові черепахи (Dermatemys mawii). Ендеміками екорегіону є маянські гірські жаби (Lithobates juliani), поширені у Маянських горах.

## Збереження
Більшість соснових лісів екорегіону охороняються завдяки розвинутій мережі заповідників, одній з найкращих у центральноамериканському регіоні, однак велика частина соснових саван перебуває поза захистом. Стійка практика лісозаготівель може забезпечити стабільний доступ до деревини та інших лісових ресурсів без серйозних наслідків для навколишнього середовища. Завдяки цьому загроза для збереження природи регіону є відносно низькою.
Оцінка 2017 року показала, що 894 км², або 32 % екорегіону, є заповідними територіями. Природоохоронні території включають: Національний парк Чікібуль, Національний парк Пайнс-Крік, Лісовий заповідник Чікібуль та Лісовий заповідник Маунтін-Пайн-Рідж.